# Den sorte svane
 Denne artikel omhandler den danske tv-dokumentarserie fra 2024. Opslagsordet har også en anden betydning, se Sort svane (flertydig).
Den sorte svane er en dansk dokumentarserie i fem afsnit tilrettelagt af Mads Brügger og TV 2-journalisterne Peter Vesterlund, Steen Schat-Holm og Thomas Østerlin Koch.
Dokumentaren udkom 28. maj 2024, og er en co-produktion mellem TV 2, Wingman Media og NRK.
Dokumentarserien følger den dansk-bosniske erhvervsjurist Amira Smajic, som agerer muldvarp. Hun har ifølge sig selv gennem en årrække bidraget til at hvidvaske penge for kriminelle miljøer i Danmark, herunder blandt andre rockergrupperne Bandidos MC, Hells Angels samt Satudarah MC såvel som gadebanderne Loyal to Familia og NNV. Ifølge dokumentaren tog hun selv kontakt til mediefolkene for at belyse samarbejdet mellem kriminelle personer, advokater, forretningsfolk og entreprenører.
Blandt de mange, der har kommenteret udsendelsen er justitsminister Peter Hummelgaard (S). Han har udtalt, at der "helt klart er behov for at stramme op på området" efter andet afsnit af dokumentaren, der blev vist den 29. maj 2024.

## Priser
Dokumentarserien har vundet flere store priser, blandt andet Robert-prisen for "Årets tv-serie" , FUJ Graverprisen  og TV-Prisen for Bedste Fakta- og Dokumentarserie 2024.